# 唐非
唐非（1930年—），原名唐飞虎，男，山东掖县人，中国报刊活动家，曾任中国电影家协会理事，中华全国新闻工作者协会书记处书记。